# Matts Bäckström
Sigurd Matthias "Matts" Bäckström, född 14 maj 1892 i Uppsala, död 6 februari 1972 i Stockholm, var en svensk kyl- och värmetekniker. Han var kusinbarn till Helge Bäckström.
Bäckström utexaminerades från Tekniska högskolan 1914, var assistent i mekanik där 1915–1916, var chef för beräkningsavdelningen vid Svenska Turbinfabriks AB Ljungström 1916–1919, vid AB Vaporackumulator 1919–1926 och var därefter verksam vid Elektrolux kyltekniska avdelning. Han blev 1927 docent i kylteknik vid Tekniska högskolan, 1933 speciallärare, fick 1938 professors titel och 1946 en professur i kylteknik. 1921 erhöll Bäckström Ingenjörvetenskapsakademins mindre medalj för tre avhandlingar i Teknisk Tidskrift. Bland hans kyltekniska skrifter märks Nedkylning av kroppar (1935), Economic optimum problems in Connections with refrigeration (1940) och standardverket Kylteknikern.